# Phyllocnistis humiliella
Phyllocnistis humiliella là một loài bướm đêm thuộc họ Gracillariidae, known from Java, Indonesia. Ấu trùng ăn Cinnamomum iners.